# Oulimnius jaechi
Oulimnius jaechi is een keversoort uit de familie beekkevers (Elmidae). De wetenschappelijke naam van de soort werd in 1998 gepubliceerd door Hernando, Ribera & Aguilera.